# Симоникон
«Симонико́н» (Некрономико́н Симо́на) — одна из наиболее известных книг, претендующих на звание подлинного Некрономикона.
Получила своё название из-за предисловия, подписанного именем Симон. По большей части книга основана на шумерской мифологии и пытается отождествить Великих Древних и других существ из Мифов Ктулху с богами и демонами шумерского пантеона. Книга представляет собой коктейль из различных мифов Месопотамии (не только шумерских, но также аккадских, вавилонских и ассирийских). Также в книге присутствует сюжетная линия о человеке, именуемом Безумный Араб.
Книга издана в 1977 году издательством Schlangekraft, Inc. ограниченным тиражами, сначала в 666 экземпляров, потом в 3333 экземпляра. В 1980 году книга вышла в издательстве Avon, и с тех пор является самой популярной версией Некрономикона.

## Предисловие Симона
Предисловие (занимающее 50 из 250 страниц книги) это единственная часть книги, относительно которой Симон признаёт своё авторство. В нём повествуется, как таинственный монах дал возможность Симону и его товарищам ознакомиться с копией Некрономикона на греческом. Кроме того, в предисловии проводятся связи между Лавкрафтом, Алистером Кроули и шумерской мифологией, а также параллели с другими религиями (христианство, викка, сатанизм).

## Свидетельство Безумного Араба
Автор книги описан как Безумный Араб, имя Абдул Альхазред в книге не упомянуто. Свидетельство состоит из двух частей.
В первой части рассказывается о том, как Безумный Араб случайно стал свидетелем тайного ритуала, совершаемого членами культа Великих Древних и впервые узнал о существовании тёмных тайн, описанных ниже.
Во второй части Безумного Араба преследуют демоны и чудовища. Он боится, что его боги оставили его из-за греха, который он совершил непреднамеренно. Предположительно, он был схвачен демонами (то есть умер), сразу после того, как закончил книгу, но до того как успел поставить подпись.

## Магия
Значительную часть данного произведения составляет антология магических ритуалов и заклинаний. В книге представлено множество заклинаний и магических печатей, преимущественно направленных на отпугивание зла и призывание помощи высших божеств. Некоторые из этих заклинаний обладают характером проклятий, призванных использоваться против врагов. Тексты заклинаний составлены на смеси английского и древних языков с возможными орфографическими неточностями в латинизации архаичных слов. Кроме того, обнаруживается некоторое количество слов, которые, по-видимому, не принадлежат ни одному из известных языков.
Множество магических печатей в книге ассоциируется с конкретными божествами и демонами, которые используются для призыва или вызова связанных сущностей. В отдельных случаях приводятся детальные инструкции по размещению печатей и амулетов, включая указания на материалы, которые следует использовать, и определенное время суток для их создания. В некоторых других случаях предоставляется лишь сама печать без подробных указаний.
Замечается, что для некоторых ритуалов, описанных в книге, предполагается совершение жертвоприношений. Особенно выделяется ритуал, который требует жертвоприношения одиннадцати людей, для того чтобы заколдовать нож, способный вызвать сущность по имени Тиамат (см. стр. 160–161). Вводная часть и маркетинговые материалы книги содержат сенсационные заявления о магической силе произведения. В рекламном ролике утверждается, что данное произведение является "самой мощной и потенциально самой опасной Черной книгой, известной западному миру", а его ритуалы могут призвать "существ и монстров" в "физический облик". Во введении к книге читателей предупреждают о том, что мощные силы, заложенные в ней, могут представлять опасность для жизни, и для работы с этой книгой необходимо обладать безупречным психическим здоровьем. В противном случае использование данного произведения может быть крайне опасным. В тексте также отмечается, что те, кто помогал в публикации этой книги, сталкивались с некими проклятиями. Кроме того, утверждается, что методы изгнания, применяемые против сущностей Золотой Зари, не будут эффективными против существ, описанных в данной книге.

## Добро против зла
Борьба добра и зла — главная тема книги. Основные силы добра и зла это Старшие Боги и Великие Древние, соответственно. В действии принимают участие как реальные месопотамские боги и чудовища, так и вымышленные существа. Великие Древние старше и представляют первозданный Хаос. Главная среди них Тиамат. Старшие Боги — это дети Древних, что восстали против них и одержали победу.
Изложенная в книге история является вариацией на тему «Энума элиш», вавилонского эпоса о сотворении мира. Мардук, один из Старших богов, победил Тиамат, разрубил её тело и создал из этих половин небо и землю. Из крови другого Древнего — Кингу, Старшие Боги создали людей. Другие Древние были заточены под землю или за грань небес.
В предисловии Симона утверждается, что в творчестве Лавкрафта, как и в шумерских мифах основное место занимает борьба добра и зла, персонифицированных в «хороших» Старших Богах и «плохих» Великих Древних. Это неверно. Подобная «космическая война» действительно имела место в творчестве последователей Лавкрафта (в частности, Августа Дерлета), но не в рассказах самого Лавкрафта. Тема «космической войны» упоминается в эссе Лавкрафта «Сверхъестественный ужас в литературе» в связи с апокрифической Книгой Еноха. В Книге Еноха более подробно раскрывается отрывок из Бытия 6:1-4, повествующий, как ангелы брали в жёны смертных женщин.

### Старшие Боги
- Ану
- Энлиль
- Энки
- Нанна
- Набу
- Инанна (Иштар)
- Шамаш
- Нергал
- Мардук
- Ниниб

### Древние
- Тиамат
- Абзу
- Кингу
- Эрешкигаль
- Ктулу (Ктулху)
- Азаг-Тот (Азатот)
- Ишнигарраб
- Ниннгхизида
- Намтар
- Хумбаба
- Пазузу
- семь Маскимов

## Магия
Значительная часть книги посвящена магии, описаны множество ритуалов, заклинаний и магических символов. Большинство из них предназначены для изгнания зла или призыва на помощь Старших Богов. Впрочем, приведены и примеры проклятий. Заклинания написаны на смеси английского и древнешумерского языков.
Магические символы, приведённые в книге, принадлежат определённым богам и демонам и используются для их призыва. Для некоторых символов также приведены специальные условия использования: материал, на котором их нужно вырезать, время, в которое это нужно делать и т. д.